# Les Troves
Les Troves sont des îlots de Loire-Atlantique, en baie du Pouliguen, dépendant administrativement de la commune de Pornichet.

## Géographie
Ils sont situés entre Les Évens et Baguenaud. 